# Rue Rambuteau
Rue Rambuteau je ulice v Paříži, která prochází 1., 3. a 4. obvodem.

## Poloha
Ulice tvoří hranici mezi 3. a 4. obvodem. Vede od křižovatky s Rue des Archives, kde navazuje na Rue des Francs-Bourgeois, a končí na křižovatce s Rue Coquillière a Rue du Jour.

## Historie
Rue Rambuteau vznikla z nařízení krále Ludvíka Filipa z 5. března 1838 a v následujícím roce byla pojmenována po tehdejším prefektovi departementu Seine, kterým byl Claude-Philibert Barthelot de Rambuteau. Ulice v sobě zahrnovala dosavadní komunikace:
- Rue des Ménétriers mezi Rue Beaubourg a Rue Saint-Martin,
- Rue de la Chanverrerie mezi Rue Saint-Denis a Rue Mondétour,
- Rue Traînée mezi Rue Montmartre a Rue du Jour.

Jednalo se tak o první ulici v Paříži, která byla probourána skrz dosavadní středověkou zástavbu, několik let před rozsáhlou přestavbou vedenou baronem Haussmannem. Prefekt Rambuteau na žádost zdejších obyvatel v roce 1834 rozhodl o vytvoření ulice široké 13 metrů, tedy na tehdejší poměry mohutné. Centrum Paříže v té době mělo středověkou městskou strukturu, tvořenou převážně úzkými uličkami, v nichž byl provoz obtížný a hygiena nedostatečná. Rambuteau nastoupil do úřadu v roce 1833, rok po velké epidemii cholery, a rozhodl se aplikovat tehdejší hygienické teorie proražením široké silnice v centru Paříže. O několik let později prefekt Haussmann aplikoval podobný princip v mnohem větším měřítku, jako je Boulevard de Sébastopol, který protíná Rue Rambuteau.

## Zajímavé objekty
- dům č. 6: v tomto místě ulici přerušovaly městské hradby Filipa II. Augusta
- dům č. 8: vstup do Passage Sainte-Avoie
- dům č. 22: vstup do ulice Cité Noël
- dům č. 34: v roce 1853 zde básník Charles Durand (1804–1863) založil nakladatelství
- dům č. 50: kino MK2 Beaubourg
- Centre Georges Pompidou
- Forum des Halles
- Kostel svatého Eustacha